# Dokumente der Frauen
Die Dokumente der Frauen waren eine österreichische Zeitschrift, die zwischen 1899 und 1902 alle zwei Wochen in Wien erschien. Redakteurinnen waren Auguste Fickert, Rosa Mayreder und Marie Lang (Frauenrechtlerin).